# Cyclocassis
Cyclocassis is een geslacht van kevers uit de familie bladkevers (Chrysomelidae).
De wetenschappelijke naam van het geslacht werd in 1913 gepubliceerd door Spaeth.

## Soorten
- Cyclocassis circulata (Boheman, 1855)
- Cyclocassis secunda Borowiec, 1998